# Konrad Sieniewicz
Konrad Sieniewicz, ps. Kazimierz Świątek, Wierzejski i Sokołowski (ur. 19 lutego 1912 w Petersburgu, zm. 16 grudnia 1996 w Krakowie) – polski polityk chadecki, działacz emigracyjny.

## Życiorys
Dzieciństwo spędził w Petersburgu, gdzie jego ojciec pracował jako prawnik, a po wybuchu rewolucji bolszewickiej w Grodnie, gdzie w 1929 zdał maturę w Gimnazjum im. Adama Mickiewicza. W 1933 ukończył studia prawnicze na Uniwersytecie Warszawskim. Następnie pracował w Wydziale Prawnym Banku Amerykańskiego, Towarzystwie Ubezpieczeniowym Feniks i Banku Gospodarstwa Krajowego. W czerwcu zdał egzamin adwokacki i został wpisany na listę adwokatów. Po wybuchu II wojny światowej był ewakuowany z pracownikami BGK do Grodna, w październiku 1939 powrócił do Warszawy.
Od jesieni 1939 uczestniczył w konspiracji, w organizacji „Grunwald”, w ramach której założył i wydawał pismo „Warta”. Wraz z tą grupą wszedł w 1940 skład większej organizacji podziemnej o nazwie Federacja Organizacji Narodowo-Katolickich „Unia”, w której został sekretarzem generalnym i członkiem rady programowej, po scaleniu „Unii” ze Stronnictwem Pracy w 1943 wszedł w skład władz tej partii. W 1943 ukończył konspiracyjną Szkołę Podchorążych Piechoty. Jednocześnie pracował także w Oddziale Organizacyjno-Inspekcyjnym Wydziału Bezpieczeństwa Departamentu Spraw Wewnętrznych Delegatury Rządu na Kraj oraz pełnił funkcję zastępcy Głównego Inspektora Państwowego Korpusu Bezpieczeństwa. Po wybuchu powstania warszawskiego został zmobilizowany w szeregach batalionu Unii „Krybar”, w ramach którego od 4 sierpnia organizował cywilną administrację na Powiślu. 9 sierpnia 1944 został mianowany delegatem rejonowym Delegatury Rządu Rejonu I Warszawa-Powiśle. Po upadku powstania opuścił Warszawę z ludnością cywilną, od października 1944 do lipca 1945 był wicedyrektorem Departamentu Prezydialnego Delegatury Rządu, następnie wszedł w skład Komisji Likwidacyjnej Delegatury, w lipcu 1945 wszedł także w skład władz Stronnictwa Pracy, od maja do czerwca 1945 był przejściowo aresztowany przez władze komunistyczne.
W grudniu 1945 zagrożony uwięzieniem wyjechał nielegalnie z Polski, w lutym 1946 zamieszkał w Londynie, gdzie został dokooptowany do Komitetu Zagranicznego Stronnictwa Pracy. W lipcu 1947 należał do działaczy SP, którzy sprzeciwili się nominowaniu na prezydenta RP na uchodźstwie Augusta Zaleskiego i powołali tzw. Zarząd Stronnictwa Pracy na Wychodźstwie, następnie w sierpniu 1948 został sekretarzem generalnym Stronnictwa Pracy kierowanego przez pozostającego od października 1947 na emigracji Karola Popiela i aż do jego śmierci w 1977 był jednym z jego najbliższych współpracowników. W latach 1950–1956 mieszkał w USA, gdzie wyjechał razem z Karolem Popielem. W 1950 został członkiem władz Polskiego Narodowego Komitetu Demokratycznego (grupującego poza SP, także emigracyjne Polskie Stronnictwo Ludowe i Stronnictwo Demokratyczne), w tym samym roku został też sekretarzem generalnym Chrześcijańsko-Demokratycznej Unii Europy Środkowej zrzeszającej chadeckie partie emigracyjne Polski, Litwy, Łotwy, Czechosłowacji, Węgier i Słowenii, od 1951 reprezentował także światowy ruch chadecki przy ONZ. W 1956 zamieszkał we Francji, w 1961 był jednym z założycieli, a następnie był sekretarzem generalnym Światowej Unii Chrześcijańsko-Demokratycznej. Od 1962 mieszkał we Włoszech, od 1977 przyjeżdżał systematycznie do Polski, w której zamieszkał na stałe w 1992. Od lat 60. współpracował ze środowiskiem skupionym w Polsce wokół Janusza Zabłockiego, podjął także kontakty z wywiadem PRL, jakkolwiek traktował je jako polityczne. Pod koniec życia był prezesem honorowym ChDSP.
W 1993 został odznaczony Krzyżem Komandorskim z Gwiazdą Orderu Odrodzenia Polski (M.P. nr 17, poz. 175).